# بنوا فالنتين
بنوا فالنتين (بالفرنسية: Benoît Valentin)‏ هو متزحلق حر فرنسي، ولد في 8 ديسمبر 1992 في إيكولي ‏ في فرنسا.

## وصلات خارجية
- بنوا فالنتين على موقع الاتحاد الدولي للتزلج (التزلج الحر) (الإنجليزية)
- بنوا فالنتين على موقع أوليمبيديا (الإنجليزية)
- بنوا فالنتين على موقع اللجنة الأولمبية الفرنسية (مؤرشف) (الفرنسية)